# Fino a quando la mia stella brillerà
Fino a quando la mia stella brillerà è un libro-testimonianza per ragazzi scritto da Daniela Palumbo e Liliana Segre nel quale quest'ultima racconta la sua vita e la sua esperienza di deportata ad Auschwitz.

## Trama
Liliana Segre racconta che da piccola era la regina della casa, coccolata dal padre e dai nonni. Senza la madre Lucia che morì quando lei aveva meno di un anno, stava  comunque bene e nulla le mancava.Addirittura era  gelosa ed impediva a tutte le signore di corteggiare il padre. Molte erano le persone che amava, ad esempio Susanna, la cameriera alla quale rubava sempre i dolcetti o Caterina, la balia con cui andava sempre al parco. Ma ci sono anche gli zii che andava a trovare ogni estate a Celle Ligure, oppure gli amici della scuderia del padre e ancora le amichette di scuola. Ma il mondo felice di Liliana cambia nel 1938 con la promulgazione italiana delle leggi razziali. Non può più andare a scuola. Così deve andare in una scuola privata, dove incontrerà una maestra che le farà quasi da mamma. Ma i controlli dei fascisti si intensificano di giorno in giorno e dopo un po’ la famiglia Segre decide di fuggire da Milano: è il 1943. Tutto quell’anno lo passano ad Inverigo. Capito il pericolo, però, il padre la spedisce prima dal sig. Pozzi,poi Luigi Strada e quindi Paolo Civelli. Mentre Liliana è lì, il padre affida i nonni ai proprietari della casa di Inverigo e dopodiché padre e figlia fuggono in Svizzera. Le guardie tuttavia li respingono ed una volta tornati dalla parte italiana del confine vengono arrestati dai finanzieri. Passando da un carcere all’altro tornano a Milano da lì vengono deportati con altre 603 persone fino ad Auschwitz. Lì vengono divisi e non si rivedranno mai più. Il padre morirà nel campo Buna-Monowitz, lei invece uscirà viva da Birkenau. Durante la prigionia, Liliana diventa a sua detta egoista in modo da non soffrire al punto da morire dentro. Nel campo la vita è dura e molte persone muoiono di stenti. Liliana racconta vari episodi come quello di Janine o della ragazza cecoslovacca. Dopo mesi, l’Armata Russa è ormai vicina ed i nazisti trasferiscono le prigioniere ed i prigionieri prima a Ravensbrück e poi a Malchow. Sono le terribili marce della morte. Nonostante tutto, il 1º maggio 1945 i Russi e gli Americani sfondano i cancelli e liberano i prigionieri. Liliana e gli altri prigionieri subiscono un periodo di riabilitazione dopo il quale vengono rimpatriati. Appena ritornata a casa, Liliana si sente diversa e non riesce a reintegrarsi nella società. È depressa. Nonostante ciò, tutto cambia quando incontra Alfredo al mare in Romagna. Si sposeranno prestissimo. Liliana è testimone della Shoah dal 1990.

## Edizioni
- Liliana Segre, Daniela Palumbo, Fino a quando la mia stella brillerà, Edizioni/battello a vapore, 2015.